# Dũng Liệt
Dũng Liệt là một xã thuộc huyện Yên Phong, tỉnh Bắc Ninh, Việt Nam.

## Địa lý
Xã Dũng Liệt có diện tích 8,09 km², dân số năm 1999 là 7.464 người, mật độ dân số đạt 923 người/km².
- Phía Tây giáp xã Châu Minh, huyện Hiệp Hòa.
-Phía Đông giáp xã Tam Đa, đông nam giáp xã Thụy Hòa.
- Phía Bắc giáp huyện Hiệp Hòa.
- Phía Nam giáp xã Yên Trung.

## Hành chính
Xã Dũng Liệt được chia thành 5 thôn: Chân Lạc, Lạc Trung, Phù Yên, Lương Cầm, Phù Cầm.
Theo "Địa lý hành chính Kinh-Bắc", Tổng Dũng Liệt xưa có 12 xã, thôn:
1. Chính Trung.
2. Kính Thượng  (hay Thân Thượng).
3. Lang Tân (Chóa Sắt).
4. Xuân Cai.
5. Vọng Đông.
6. An Lãng (làng Ráng).
7. Hộ Trung (sau này là Lạc Trung).
8. Chân Hộ (sau này là Chân Lạc-Chóa Chợ).
9. Phù An (sau này là Phù Yên).
10. Trần Xá (Làng Chiềng).
11. Phù Cầm (Gầm Thượng).
12. Lương Cầm (Gầm Hạ).

## Lịch sử
- Thời Văn hóa Đông Sơn, xã Dũng Liệt đã quần canh quần cư thành một ngôi làng, với bằng chứng là di chỉ khảo cổ học nội Gầm, tại di chỉ này các nhà khảo cổ học đã xác định khoảng năm 827-527 trước công nguyên, con người đã ngụ cư tại đây thành một làng xã từ thời trước Bắc thuộc. Di chỉ khảo cổ học nội Gầm đã được Viện khảo cổ học và Ty văn hóa Hà Bắc khai quật năm 1973.
Các vị Thiền sư Tổng Dũng Liệt xưa:
1. Đến thời Nhà Lý xã Dũng Liệt là trung tâm phật giáo lớn của huyện Yên Phong, với vị tổ thứ 8 của dòng thiền Vô Ngôn Thông, Thiền sư Đạo Huệ họ Âu (?-2.8.1172), thiền sư thị tịch ngày mồng 2 tháng 8 năm 1172 (âm lịch).
2. Thiền sư Minh Trí (?-1196), là vị tổ thứ 10 của dòng thiền  Vô Ngôn Thông, Người làng Phù Cầm, họ Tô. Sư bẩm tính thông tuệ, đọc khắp các sách. Đến tuổi 20, gặp Đạo Huệ thượng sĩ, bèn bỏ tục xuất gia, gõ trúng bảng huyền. Hiểu rõ tôn chỉ các kinh Viên giác, Nhân Vương, Pháp hoa và sách Truyền đăng. Sư giảng dạy đồ chúng không biết mệt mỏi, nên được ban hiệu Minh Trí.
3. Thiền sư Nguyện Học (?-1181), Chùa Quảng Báo, làng Chân hộ, Như nguyệt. Người Phù Cầm, họ Nguyễn. Thuở nhỏ Sư thọ pháp với Viên Trí chùa Mật nghiêm. Khi được yếu chỉ, trước tiên Sư đến ẩn ở núi Vệ linh chuyên tu phạm hạnh trải 12 năm. Mỗi khi nhập thiền quán đến 3 ngày mới dậy. Sư thường trì Hương hải đại bi đà la ni, nên việc cầu mưa, trị bệnh, không việc gì là không hiệu nghiệm tức khắc.
Các vị Tiến sĩ nho học Tổng Dũng Liệt xưa:
1. Đến thời Nhà Lê sơ vào năm Hồng Đức thứ 21 (1490), xã Dũng Liệt có cụ NGUYỄN THANH CẦN 阮清勤 (1453-?) thi đỗ đệ nhị giáp tiến sĩ xuất thân (Hoàng giáp), sau cụ làm quan đến chức Thừa chính sứ và cụ từng đi sứ nhà Minh. Cụ là vị Tiến sĩ Nho học Khai khoa đầu tiên của xã Dũng Liệt.
2. Thời Nhà Lê sơ Năm 1505 xã Dũng Liệt có cụ LÊ DOÃN CHẤP 黎允執, người thôn Phù Yên, xã Dũng Liệt, đỗ Đồng tiến sĩ xuất thân năm 1505, cụ làm quan đến chức Tả Thị lang Bộ Binh, phẩm hàm tòng tam phẩm. (cũng có tài liệu ghi cụ là Nguyễn Doãn Chấp).
3. Thời Nhà Mạc, năm 1535 có cụ NGÔ PHÚC TINH 吳福星 thi đỗ Đồng tiến sĩ xuất thân cụ cùng khoa thi với Trạng Trình Nguyễn Bỉnh Khiêm, cụ làm quan đến chức Thừa chính sứ cuối đời cụ về trí sĩ. Cụ là cha của Đô ngự sử Ngô Khánh Nùng.
4. Thời Nhà Mạc Năm 1553, Cụ PHẠM THIỆU 笵紹 quê quán ở Châu Khê, trú quán ở xã Dũng Liệt, thi đỗ Đệ nhị giáp Tiến sĩ xuất thân, tức Hoàng giáp, làm quan đến chức Thượng thư, tước Châu Khê hầu và được cử đi sứ sang nhà Minh (Trung Quốc), về trí sĩ. Sau khi mất, ông được truy tặng Thiếu bảo.
5. Thời Nhà Mạc Năm 1556 cụ NGÔ KHÁNH NÙNG 吳慶濃 (1528-?), thi đỗ Đồng tiến sĩ xuất thân, cụ làm quan đến chức Đô ngự sử. Sau khi nhà Mạc mất cụ thờ nhà Lê trung hưng, là con trai của cụ Ngô Phúc Tinh. Cũng có tài liệu ghi cụ làm đến chức Thượng thư Bộ Lễ, được phong tước Phù Lễ hầu.
6. Thời Nhà Mạc Cùng khoa thi năm 1556, cụ NGUYỄN NGHIÊU TÁ 阮堯佐 (1527-?), người thôn Lạc Trung, xã Dũng Liệt, đỗ Đệ nhất giáp tiến sĩ cập đệ, Đệ tam danh, tức Thám hoa. Cụ làm quan đến chức Thừa chính sứ. Sau khi Mạc mất cụ cùng với cụ Ngô Khánh Nùng thờ nhà Lê trung hưng. Cụ là cháu của cụ Ngô Phúc Tinh, là em của cụ Ngô Khánh Nùng.
Hiện mộ phần của cụ được an táng tại bãi Ngươm thôn Lạc Trung.
7. Thời Nhà Lê trung hưng năm 1683, cụ NGUYỄN LONG BẢNG 阮龍榜 (1652-?), người thôn Chân Lạc, xã Dũng Liệt, thi đỗ Đồng tiến sĩ xuất thân, cụ cùng khoa thi với trạng làng Bịu Nguyễn Đăng Đạo. Cụ làm quan đến chức Tư nghiệp quốc tử giám, phẩm hàm tòng ngũ phẩm. Cụ nổi tiếng thần đồng học giỏi, đáng lẽ đỗ trong Tam khôi, nhưng vì bài thì bị phạm lỗi nên bị truất xuống cuối bảng.
- Như vậy là trong lịch sử khoa cử thì xã Dũng Liệt xưa, có 7 vị đại khoa. Tuy chưa phải là một xã khoa bảng nhưng chắc chắn là một xã với bề dày truyền thống nho học, trong lịch sử khoa cử nho học Việt Nam.
- TRUNG THẦN TIẾT NGHĨA TRIỀU LÊ:

1. Đặc biệt ở thôn Lương Cầm vào cuối thời Lê sơ có cụ Nghiêm Bá Ký 嚴 伯 驥,  người thôn Lương Cầm, xã Dũng Liệt, là công thần trung nghĩa triều Lê, cụ nhận mật triếu của vua Lê, chống lại Mạc Đăng Dung, sau đó cụ hi sinh. Sau Nhà Lê trung hưng phong cụ tước Bình hồ bá, là một trong 13 trung thần tiết nghĩa triều Lê.

## Văn hóa
- Xã Dũng Liệt hiện nay có thôn Lạc Trung nổi tiếng với nghề làm hương đen truyền thống, từ nhựa trám và tre nứa, nguyên liệu hoàn toàn thiên nhiên. Với mùi thơm tự nhiên, đặc biệt dễ chịu khi đốt hương đen vào mùa đông giá rét và dịp tết nguyên đán. Nghề hương đen tương truyền đã có từ hơn 300 năm nay, ở thôn Lạc Trung (trước đây là Hộ Trung, sau khi tách xã Chân Hộ cũ thành 2 xã: Chân Hộ và Hộ Trung).
Ngoài ra thôn Lạc Trung trước đây cũng nổi tiếng với nghề làm mộc: "Mộc Chóa ngõa Viềng". 
- Dũng Liệt trước đây cũng rất nổi tiếng với nghề trồng dâu, nuôi tằm lấy kén, nhưng từ đầu những năm 2000 cho đến nay nghề đó đã bị thất truyền.
- Vào khoảng trước năm 1674, xã Chân Hộ cũ, chia tách thành hai xã: Chân Hộ và Hộ Trung. Theo Văn bia hiện biết tên xã Hộ Trung xuất hiện sớm nhất là vào năm 1675 (theo: Văn bia về gia tộc Nguyễn Thực làng Vân Điềm-phụng soạn năm 1675).